# 헤어우드 백작부인 프린세스 로열 메리
헤어우드 백작부인 프린세스 로열 메리(Mary, Princess Royal and Countess of Harewood, 1897년 4월 25일 ~ 1965년 3월 28일)는 영국 국왕 조지 5세와 테크의 메리 왕비의 장녀로 태어나 프린세스 로열의 지위가 확보되었다. 후임 영국 국왕 에드워드 8세와 조지 6세의 여동생이다. 1922년 2월 28일 래슬스 자작 헨리 래슬스와 결혼하여 래슬스 자작부인으로서 두 아들을 낳았으며 1929년 시아버지 제5대 헤어우드 백작 헨리 래슬스의 사망으로 헤어우드 백작부인이 되었다. 1951년에 리즈 대학교 총장을 역임했고 1965년 3월 28일 67세의 나이로 사망했다.